# Melvin Stewart

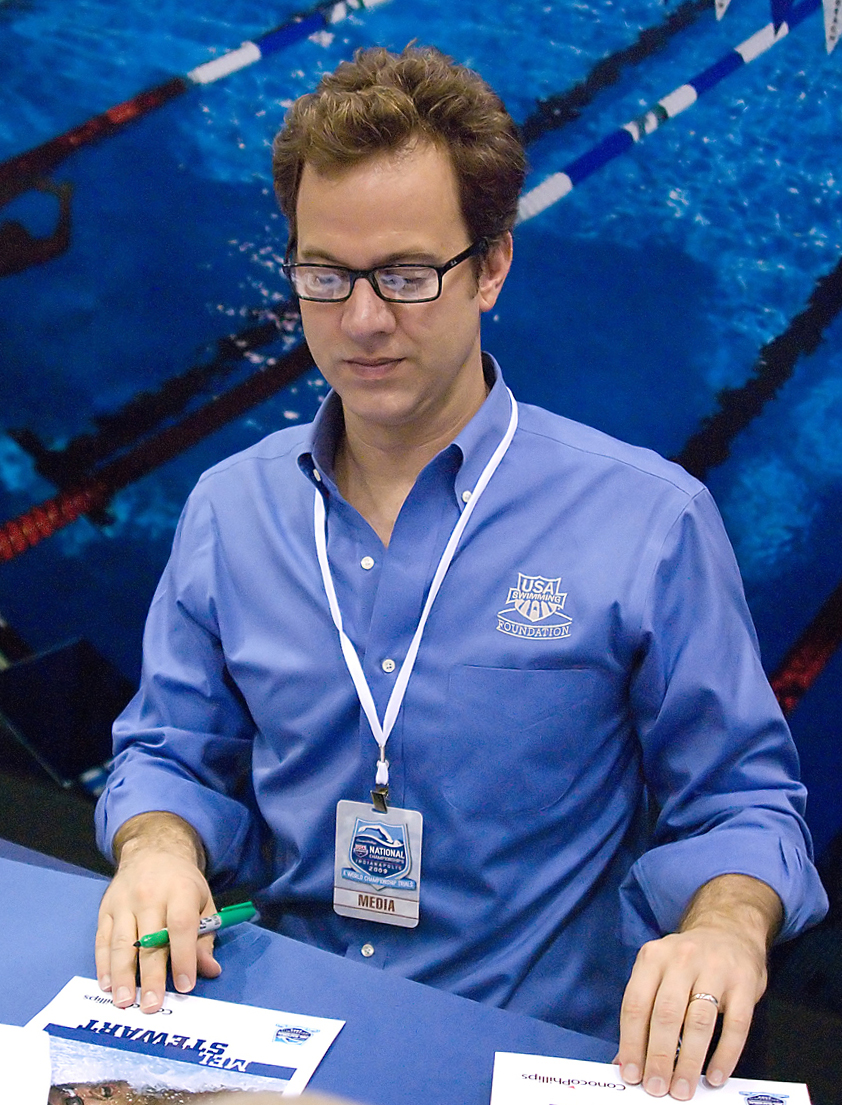
Melvin Stewart, 2009

Melvin Stewart (* 18. November 1968 in Gastonia, North Carolina) ist ein ehemaliger US-amerikanischer Schwimmer.
Bei den Schwimmweltmeisterschaften 1991 in Perth gewann er über 200 m Schmetterling seinen ersten großen Titel. Im Finale siegte er vor dem Deutschen Michael Groß. Mit der 4-mal-200-Meter-Freistilstaffel belegte er den zweiten Platz hinter der deutschen Staffel. 
In Barcelona wurde er bei den Olympischen Sommerspielen 1992 sowohl Olympiasieger über die 200 m Schmetterling als auch mit der 4-mal-100-Meter-Lagenstaffel. Außerdem gewann er Bronze mit der 4-mal-200-Meter-Freistilstaffel.
Er hielt von 1991 bis 1995 den Weltrekord über die 200 m Schmetterling. Im Jahr 2002 wurde er in die Ruhmeshalle des internationalen Schwimmsports aufgenommen.